# Panrico
Panrico es una marca española de pan de molde propiedad de la multinacional Adam Foods. Es comercializada por su subsidiaria Trigorico S.L.U. con sede en Reinosa (Cantabria).
El Grupo Panrico fue un grupo de alimentación fundado en 1962 que comercializaba sus productos en España. Llegó a ser el primer grupo en cuota de mercado del país en repostería y bollería dulce y el segundo en pan de molde y bollería salada.
En 2016, tras una grave crisis financiera, el grupo fue comprado por Bimbo España, que se hizo cargo de las marcas Donuts, Bollycao y Donettes y vendió el negocio de pan de molde de Panrico y la marca a Adam Foods.

## Historia

### Fundación
Panrico fue constituida en 1962 por Andrés Costafreda y las familias Costafreda y Rivera bajo el nombre de Panificio Rivera Costafreda S.L. (cuyo acrónimo es Panrico), con un capital inicial de 400 000 pesetas. El primer producto que se elaboró fueron los Grisines, aunque ese mismo año fundaron Donut Corporation con el objetivo de fabricar y comercializar las reconocidas rosquillas bajo la marca registrada Donuts, sobre la que Panrico mantuvo la propiedad exclusiva en España hasta vendérsela al Grupo Bimbo.

### Ampliaciones
Panrico comenzó a vender bollería y abrió varias fábricas de producción, especialmente en Cataluña. El consumo de Donuts aumentó en toda España y la empresa inició una fuerte campaña publicitaria de este producto bajo el eslogan ¡Anda, la cartera!. Amplió su gama de productos con el lanzamiento en 1970 Bollycao, un bollo relleno de crema de cacao. En 1973, la británica J. Lyons & Co. se hizo con el 50% del capital. Tras la adquisición de Dunkin' Donuts por Allied Lyons en 1990, Panrico introdujo la cadena a España.
Con la apertura en 1978 de una factoría de pan de molde en Madrid, Panrico consolidó su expansión en el mercado español. En 1985 se amplió la producción a toda la península ibérica con la inauguración de una fábrica en Sintra (Portugal) y en 1997 se abrió una planta productiva en Pekín (China), que controló hasta 2006. En 1999, un año después de la muerte del fundador Andreu Costafreda, la familia Costafreda adquirió todas las acciones de la compañía y unificó Panrico con Donuts, que hasta entonces funcionaba por separado pese a tener relación. De este modo se creó el Grupo Panrico, que continuó ampliando su negocio a otras ramas como los productos congelados en 2004 (Panrico Conveniencia).

### Venta y disolución
En 2004, Allied Domecq fue adquirida por la firma francesa Pernod Ricard, la cual vendió poco después todos sus negocios alimentarios, inclusive Panrico. Esto también significó el fin del vínculo entre la compañía y Dunkin' Donuts, cuya nueva matriz Dunkin' Brands adquirió en 2007 la totalidad de la cadena con la condición de que su nombre fuese cambiado a Dunkin' Coffee.
En 2005, la firma de capital riesgo Apax Partners adquirió todas las acciones de Panrico a la familia Costafreda, La Caixa y Banco Sabadell por unos 900 millones de euros. Los nuevos dueños vendieron sus fábricas de Grecia y China para concentrar el negocio en España y Portugal.

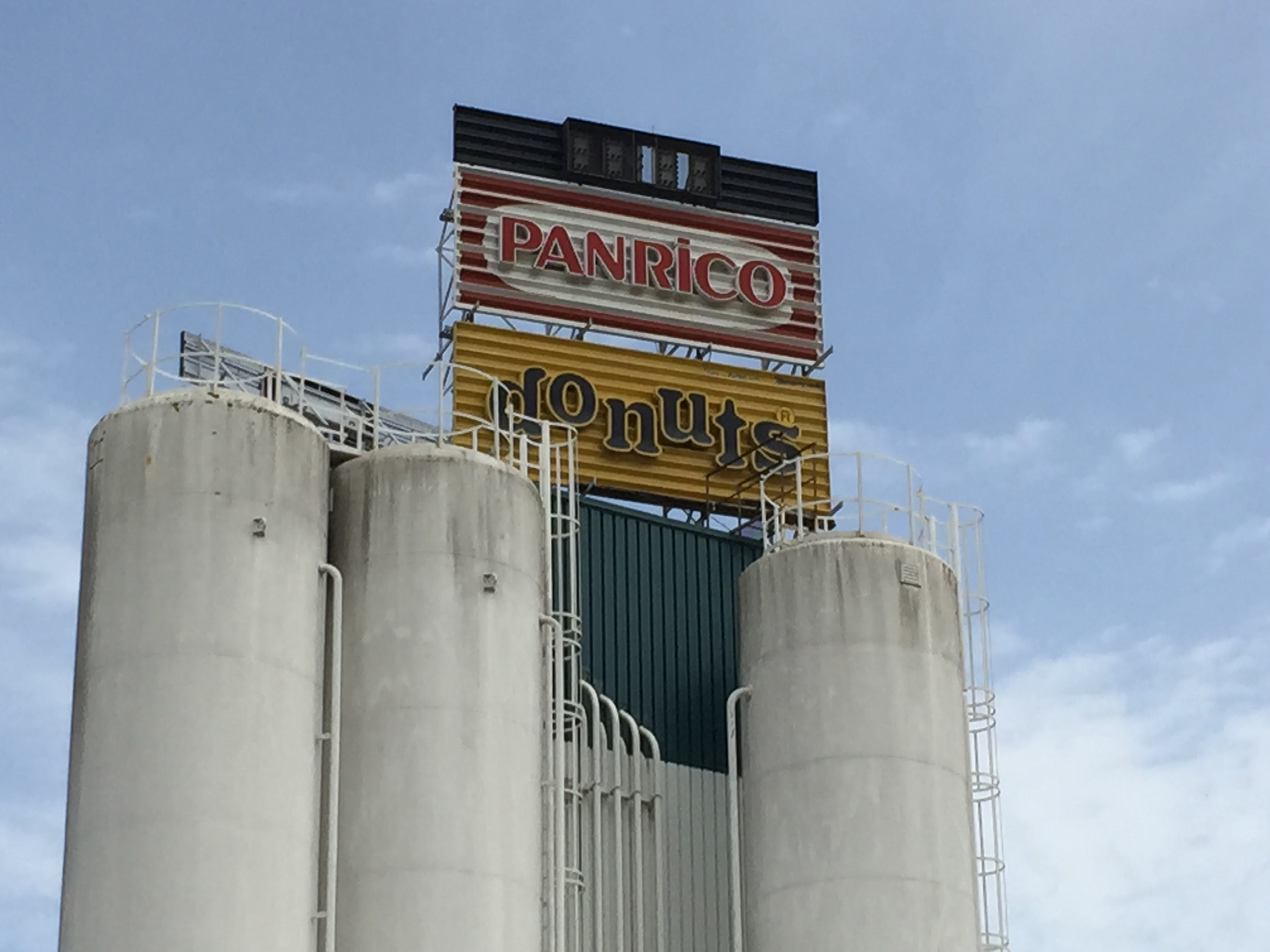
Antigua fábrica de Panrico-Donuts en Santa Perpetua de Mogoda (Barcelona).

Panrico anunció en 2008 la compra a Kraft Foods de su negocio de galletas Artiach y de sus marcas más emblemáticas como Chiquilín, Filipinos, Artinata y Princesa. De este modo, se situó como segunda empresa en el mercado español de galletas. En 2010 se hizo con La Bella Easo, una marca líder de productos tradicionales como magdalenas, pan de leche y cruasanes. 
En 2009 se invirtieron 35 millones de euros para envasar los Donuts en plástico y de forma individual, con la intención de aumentar la duración del producto y reducir costes de desplazamiento. Sin embargo, en 2012 se recuperó el envasado original ante el descenso de ventas en bares y panaderías. Ese mismo año, Artiach fue traspasada al Grupo Nutrexpa.
El estallido de la crisis económica afectó a la actividad de Panrico, que en 2010 presentó un plan de reestructuración de deuda, estimada entonces en 605 millones de euros, mediante una ampliación de capital. En noviembre de 2011 el fondo de inversión Oaktree se hizo con su control para llevar a cabo la reestructuración, reducir los costes de producción y enfrentar la competencia de la marca blanca.
El 25 de septiembre de 2013 la dirección planteó un plan de viabilidad que incluía un expediente de regulación de empleo que contemplaba el despido de 1.914 personas y una reducción del sueldo de entre el 35% y el 45% para los que se quedaran. Una semana después se solicitó el preconcurso de acreedores. Los sindicatos se movilizaron contra su aplicación, llegando incluso a la huelga indefinida en algunas plantas. Finalmente, el 14 de noviembre ambas partes llegaron a un preacuerdo que deparó 745 despidos y una rebaja salarial del 18%. En mayo de 2014, el juzgado mercantil n.º 1 de Barcelona levantó el preconcurso y declaró válido el ERE, aunque rebajó el número de despidos a 468 personas.
En la presentación de los resultados de 2014, el grupo Panrico había mejorado sus resultados gracias a la aplicación del plan de viabilidad. El volumen de pérdidas se redujo en un 94%, pasando de 80 millones a solo 5,5 millones. Además, las ventas superaron los 345 millones de euros y se cerró el ejercicio con un EBITDA positivo de 13 millones.
En junio de 2015 se anunció que la empresa mexicana Grupo Bimbo había alcanzado un preacuerdo para adquirir el 100% del grupo Panrico a sus propietarios, aunque posteriormente revendió el negocio del pan de molde al grupo español Adam Foods, quedándose con las marcas de bollería. Esta operación significó la disolución del grupo, aunque la marca Panrico se siguió comercializando a través del pan de molde ya fabricado por Adam Foods.